# 수도권 신도시 철도 쓰쿠바 익스프레스
수도권 신도시 철도 쓰쿠바 익스프레스(일본어: 首都圏新都市鉄道つくばエクスプレス)는 일본 도쿄도 지요다구에 있는 아키하바라역과 이바라키현 쓰쿠바시에 있는 쓰쿠바 역을 잇는 수도권 신도시 철도의 철도 노선이다.  정식 명칭은 조반 신선(일본어: 常磐新線 조반 신센[*])이지만 거의 사용되지 않으며, 일반적인 안내에는 쓰쿠바 익스프레스(일본어: つくばエクスプレス 쓰쿠바 에쿠스푸레스[*])가 쓰인다. 약칭은 TX(Tsukuba Express)이다.

## 운영

### 운행
수도권에서 JR을 제외한 통근 철도로는 처음으로 130km/h 운전을 실시하고 있다. 설비는 160km/h 운전에도 대응할 수 있도록 되어 있으며, 장기적으로 160km/h 운전도 검토되고 있다.
열차 종별은 쾌속·구간쾌속·보통의 3가지이다.
■ 쾌속 (Rapid)
최상위치에 위치하는 종별이다. 쓰쿠바 역과 아사쿠사 역을 제외하고는 환승역에만 정차한다.
정차역: 아키하바라 ~ 기타센주 간 각역 - 미나미나가레야마 - 나가레야마오타카노모리 - 모리야 - 쓰쿠바
■ 통근쾌속 (Commuter-Rapid)
평일 아침 위 열차와 저녁 하행 열차에서 쾌속 대신 몬다.
정차역: 아키하바라 ~ 기타센주 간 각역 - 로쿠초 - 야시오 - 미나미나가레야마 - 나가레야마오타카노모리 - 가시와노하 캠퍼스 - 모리야 - 겐큐가쿠엔 - 쓰쿠바
■ 구간쾌속 (Semi-Rapid)
보통 열차보다 한 단계 위인 종별이다. ‘구간’이라는 명칭이 붙어 있지만 일부 구간이 쾌속과 같은 정차역이라는 것이 아니며, 쾌속과는 정차역 설정이 다르다.
정차역: 아키하바라 ~ 기타센주 간 각역 - 야시오 - 미사토추오 - 미나미나가레야마 - 나가레야마 참매의 숲 - 가시와노하 캠퍼스 - 모리야 ~ 쓰쿠바 간 각역
■ 보통 (Local)
각역에 정차하는, 가장 느린 종별이다.
기본적으로 아키하바라 ~ 모리야 구간만 운행하지만, 새벽이나 심야 시간대에는 쓰쿠바까지 운행한다.

### 차량
- TX-1000계(아키하바라 ~ 모리야)
- TX-2000계(아키하바라 ~ 쓰쿠바)
- TX-3000계(아키하바라 ~ 쓰쿠바)

### 전철화 방식
이 노선은 직류 방식과 교류 방식이 뒤섞여 있다. 이는 이바라키 현 이시오카시에 있는 기상청 지자기 관측소(일본어: 気象庁地磁気観測所)에 영향을 끼치지 않기 위하여 교류를 사용하였기 때문이다.

## 역 목록
| 역 번호 | 역 이름                | 일본어 이름          | 구 | 통 | 쾌 | 접속 노선                                                                                       | 소재지     | 소재지         |
| ------- | ---------------------- | -------------------- | -- | -- | -- | ----------------------------------------------------------------------------------------------- | ---------- | -------------- |
| TX01    | 아키하바라             | 秋葉原               | ●  | ●  | ●  | ■ 야마노테 선, ■ 게이힌 도호쿠 선 ■ 주오·소부 완행선(소부 본선) ○ 히비야 선 (H-16)              | 도쿄도     | 지요다구       |
| TX02    | 신오카치마치           | 新御徒町             | ●  | ●  | ●  | ○ 오에도 선 (E-10)                                                                              | 도쿄도     | 다이토구       |
| TX03    | 아사쿠사               | 浅草                 | ●  | ●  | ●  |                                                                                                 | 도쿄도     | 다이토구       |
| TX04    | 미나미센주             | 南千住               | ●  | ●  | ●  | ■ 조반 쾌속선(조반선), ○ 히비야 선 (H-21)                                                       | 도쿄도     | 아라카와구     |
| TX05    | 기타센주               | 北千住               | ●  | ●  | ●  | ■ 조반 쾌속선(조반선), ○ 히비야 선 (H-22) ○ 지요다 선 (C-18, 조반 완행선) 도부 철도 이세사키 선 | 도쿄도     | 아다치구       |
| TX06    | 아오이                 | 青井                 | │  | │  | │  |                                                                                                 | 도쿄도     | 아다치구       |
| TX07    | 로쿠초                 | 六町                 | │  | ●  | │  |                                                                                                 | 도쿄도     | 아다치구       |
| TX08    | 야시오                 | 八潮                 | ●  | ●  | │  | 사이타마현                                                                                      | 야시오시   |                |
| TX09    | 미사토추오             | 三郷中央             | ●  | │  | │  | 사이타마현                                                                                      | 미사토시   |                |
| TX10    | 미나미나가레야마       | 南流山               | ●  | ●  | ●  | ■ 무사시노 선                                                                                   | 지바현     | 나가레야마시   |
| TX11    | 나가레야마 센트럴 파크 | 流山セントラルパーク | │  | │  | │  |                                                                                                 | 지바현     | 나가레야마시   |
| TX12    | 나가레야마오타카노모리 | 流山おおたかの森     | ●  | ●  | ●  | 도부 철도 노다 선                                                                               | 지바현     | 나가레야마시   |
| TX13    | 가시와노하 캠퍼스      | 柏の葉キャンパス     | ●  | ●  | │  |                                                                                                 | 지바현     | 가시와시       |
| TX14    | 가시와타나카           | 柏たなか             | │  | │  | │  |                                                                                                 | 지바현     | 가시와시       |
| TX15    | 모리야                 | 守谷                 | ●  | ●  | ●  | 간토 철도 조소 선                                                                               | 이바라키현 | 모리야시       |
| TX16    | 미라이다이라           | みらい平             | ●  | │  | │  |                                                                                                 | 이바라키현 | 쓰쿠바미라이시 |
| TX17    | 미도리노               | みどりの             | ●  | │  | │  | 쓰쿠바시                                                                                        | 이바라키현 |                |
| TX18    | 반파쿠키넨코엔         | 万博記念公園         | ●  | │  | │  | 쓰쿠바시                                                                                        | 이바라키현 |                |
| TX19    | 겐큐가쿠엔             | 研究学園             | ●  | ●  | │  | 쓰쿠바시                                                                                        | 이바라키현 |                |
| TX20    | 쓰쿠바                 | つくば               | ●  | ●  | ●  | 쓰쿠바시                                                                                        | 이바라키현 |                |

- '구'는 구간 쾌속 정차역을 나타냄.
- '통'는 통근쾌속 정차역을 나타냄.
- '쾌'는 쾌속 정차역을 나타냄.

## 역사
- 2005년 8월 24일 - 개통

## 같이 보기
- 조반선
  - 조반 쾌속선
  - 조반 완행선